# Sylvia Rexach
Sylvia Regina Rexach González conocida como Sylvia Rexach (Santurce, San Juan de Puerto Rico, 22 de enero de 1922 - 20 de octubre de 1961), fue una guionista, poeta, cantante y compositora de boleros puertorriqueña. Fundó "Las Damiselas" el primer Combo en Puerto Rico formado solo por mujeres. 

## Biografía
Rexach nació y creció en Santurce, San Juan de Puerto Rico. Su padre, con apellido de origen catalán, fue Julio  E. Rexach de Fajardo, farmacéutico y su madre, María Teresa González, era de San Juan, Puerto Rico, ama de casa y poeta. En Santurce fue a la escuela pública y recibió su educación primaria. Posteriormente fue a un colegio privado donde terminó su educación secundaria antes de acudir al Instituto Central de Santurce. Escribió sus primeros poemas cuando era adolescente. A los 14 años compuso "Di, Corazón" y "Matiz de Amor" que más tarde se convertirían en un referente de su trabajo. Rexach también aprendió a tocar varios instrumentos como la guitarra, el piano y el saxofón.
Se matriculó en la Universidad de Puerto Rico pero pronto llegó la Segunda Guerra Mundial y en 1942 dejó la universidad y se unió el Ejército de Estados Unidos como miembro del WACS (Servicio de Cuerpo de Ejército de Mujeres) donde trabajó como oficinista.
Después de la guerra dejó las fuerzas armadas y a los 21 años se casó con William J. Riley Powers con quien tuvo tres hijos William (que murió en 1967), Sharon Riley -cantante y actriz- y Sylvia “Chivín.” Posteriormente se divorció y regresó a Puerto Rico donde trabajó escribiendo libretos e interpretando personajes cómicos para la radio, primero para el productor Tommy Muñiz, y más tarde para el actor de comedia Ramón Rivero "Diplo". 

### Las damiselas
Fue la fundadora en la década de los años 40 del primer Combo en Puerto Rico formado solo por mujeres: se llamaron Las Damiselas. Inicialmente el trío estaba formado por Sylvia, Nilda Martínez y Millita Quiñones. Ella era la voz del grupo y la segunda guitarra. Cuando Martínez se retiró, Elena Rita Ortiz, guitarrista y cantante, se unió al grupo y se convirtió en su tercera voz y primer guitarrista, e Idalia Rosario se convirtió en la baterista del grupo. Más tarde, la cantante y baterista Olga "Gogui" Couto reemplazó a Rosario. Entonces el grupo se hizo conocido como el Cuarteto Las Damiselas y permaneció activo hasta mediados de la década de 1950.
La mayoría de las canciones que interpretaba el grupo eran de Sylvia, entre ellas presentaron Nave sin rumbo, Luna del Condado, En mis sueños y Nuestra Luna. También interpretaron canciones de otros compositores, como Rafael Hernández.
Entre las canciones de diversidad de género y estilos estaban por ejemplo Banana Man, una canción que escribió sobre la emigración de puertorriqueños a la ciudad de Nueva York, que alcanzó éxito sin precedentes en la década de 1940, y El Americano, una guaracha humorística que describe las vicisitudes de una persona de los Estados Unidos que aprende español en Puerto Rico. Rexach también escribió adaptaciones en español de canciones de EE. UU. Como The Sunshine Boy y The Man I Love, entre otras.

### Carrera en solitario
En 1951 comenzó a escribir en el Diario de Puerto Rico una columna de crítica musical que ella misma tituló "A sotto voce". Fue también socia fundadora de la Sociedad Puertorriqueña de Autores, Compositores y Editores de Música.
Su poemas y canciones a veces eran suaves y románticas y otras atormentadas, pero siempre acompañada de melodías puras y creativas. Entre sus canciones que además fueron éxito en Puerto Rico y en el exterior están: "Alma Adentro" ( un homenaje a un hermano quién murió en un accidente), "Idilio", "Olas y Arenas" , "Mi Versión" "Nave sin rumbo", "Di, Corazón" y "Matiz de Amor". También escribió una canción humorística, "Cuchú cuchía", presentada junto a Rafael Hernández Marín como compositor.
Según su biografía "un desengaño amoroso" le impulsó a una vida de bohemia que poco a poco fue consumiendo su salud. Murió el 20 de octubre de 1961 San Juan, su ciudad natal, víctima del alcoholismo y de un cáncer en el estómago.

## Legado
Sylvia Rexach ha dejado un legado de poesía y canciones.  Sus composiciones han sido grabadas por muchos otros artistas, como Marco Antonio Muñiz, Danny Rivera, Gilberto Monroig, Chucho Avellanet, Lucecita Benítez, Juan Luis Barry, Linda Ronstadt, Ednita Nazario, Lourdes Pérez y Lunna. Sobre su vida se hicieron dos especiales televisivos, "Sylvia, en tu Memoria" (Sylvia, en vuestra Memoria) y de Ángela Meyer  Hasta El fondo del Dolor"  protagonizando por Sharon Riley, la hija de Sylvia.
En 2001, Rexach fue incluida póstumamente en la Sala de Música latina Internacional de Fama. Hay un teatro con el nombre de Rexach en San Juan y en el Centro de Bellas Artes Luis A. Ferré, existe el Café Teatro Sylvia Rexach.
El 29 de mayo de 2014, la Asamblea Legislativa de Puerto Rico homenajeó a 12 mujeres ilustres con placas en "La Plaza en Honor a la Mujer Puertorriqueña" en San Juan. Reixach fue una de las mujeres homenajeadas.